# Grégoire Barrère
Grégoire Barrère (født 16. februar 1994 i Saint-Maur-des-Fossés, Frankrig) er en professionel tennisspiller fra Frankrig.